# 思想史
思想史（history of ideas），也译作观念史，是历史学的一个研究领域，研究人类观念随着时间的演变而表现、保持和变迁的历史。研究思想史，通常要涉及哲学史、科学史、文学史的跨学科研究。

## 区别
广义上说，观念史与思想史可以互用概念，但细分而言，观念史和思想史的主要区别在于，观念史类似范畴史或概念史，其主角是观念，而思想史关注的不是观念本身，而是观念与观念持有者更为广阔的生活的外在关系。
思想史与知识分子史（intellectual history）的区别在于，前者的研究对象是思想，而后者以知识分子为中心，兼顾知识分子个人或群体的思想及其生平经历等。

## 历史
历史学家阿瑟·洛夫乔伊（1873–1962）很早就提出了观念史的概念，并在20世纪早期开始对其进行系统研究。约翰·霍普金斯大学是洛夫乔伊观念史的“摇篮”，他在1910年至1939年间是该大学的历史学教授，并定期主持“观念史俱乐部”的会议。
除了洛夫乔伊的学生和他从事相关研究的同事（如René Wellek和Leo Spitzer）之外，以赛亚·伯林、米歇尔·福柯、克里斯托弗·希尔、约翰·波考克等学者也以和洛夫乔伊观念史研究相近的方法继续研究。洛夫乔伊的著作《存在巨链》（The Great Chain of Being）的第一章阐述了观念史的研究课题和范围。
洛夫乔伊的观念史研究的基本分析单位是单位观念（unit-idea），作为观念史的构造单元，尽管其自身相对稳定，但在不同的历史时期会重组为新的图景，并获得新的表达形式。洛夫乔伊看来，观念史学家的任务在于，确定这些单位观念，并阐释其兴衰和演变。
观念史研究的一个重要发展来源于思想史领域。哈佛大学历史学家彼得·戈登认为，思想史与洛夫乔伊所研究的观念史不同，是在更广阔的语境下研究观念。 戈登进一步强调思想史学家和观念史学家或哲学史学家不同，“更愿意跨越哲学文本和非哲学语境的边界……将哲学和非哲学的区别当作特定历史条件的产物，而非永恒固定不变”。因此，思想史，作为一种对哲学观点进行历史有效解释的方法，在研究观念和更广阔的哲学流派时，倾向于运用语境主义的方法。
米歇尔·福柯反对历史学家叙事性的传统写作方法。他认为大多历史学家宁愿叙述较长时期的事件，而不愿深入研究更具体的历史。 福柯主张，历史学家应当通过不同角度解释历史叙述。这也是他为其历史写作方法命名为“考古学”的原因所在。